# Яковлев, Антон Юрьевич
Анто́н Ю́рьевич Я́ковлев (род. 22 декабря 1969, Москва) — российский режиссёр театра и кино, актёр, сценарист.
С июля 2022 года — художественный руководитель Московского драматического театра имени Н. В. Гоголя.

## Биография
Антон Яковлев родился 22 декабря 1969 года в Москве в семье актёра Юрия Яковлева.
В 1991 году окончил актёрско-режиссёрский курс Школы-студии МХАТ (курс Василия Маркова).
В 1990 году стажировался в Оксфорде (Англия) от Школы-студии МХАТ.
В 2000 году окончил Высшие курсы сценаристов и режиссёров, мастерская В. Хотиненко и П. Финна.
С 4 июля 2022 года стал художественным руководителем Московского драматического театра имени Н. В. Гоголя.

## Семья
- Отец — Юрий Васильевич Яковлев, народный артист СССР
- Мать — Ирина Леонидовна Сергеева, директор музея Театра им. Вахтангова[4].
- единокровная старшая сестра — Алёна Яковлева, народная артистка России, актриса театра сатиры
- единокровный старший брат — Алексей Яковлев — окончил Щукинское училище, работал в различных театрах
- единоутробный брат — Александр Сергеев (1956—2006) — прожил 20 лет в Америке. Актёр по образованию, окончил Щукинское училище, в США снимался в фильмах, сериалах, окончил компьютерные курсы, делал спецэффекты для кино[4]
- жена — Маргарита Фетисова, оперная певица (род. 1984)
- сыновья — Андрей (род. 1992)[5] и Пётр (род. 1999)[4], дочери — Варвара (род. 2014) и Александра (род. 2024).

## Творчество

### Награды
2010 — Премия «Золотой Витязь» «За лучшую режиссёрскую работу и инсценировку прозы А.Чехова» за спектакль «Дуэль» (Антон Чехов) в МХТ им. Чехова (Москва)
2019 — Премия «Звезда Театрала». Победитель в категории «Лучший спектакль. Большая форма» за спектакль «Макбет» в Московском драматическом театре на Малой Бронной
2021 — Премия города Москвы в области литературы и искусства — за постановку спектаклей «Макбет» в Московском драматическом театре на Малой Бронной и «Лес» в Московском академическом театре сатиры
2023 — Ежегодная театральная премия «МК». Победитель в категории «Лучший спектакль. Малая форма» за спектакль «Сон в летнюю ночь»(Шекспир, Уильям) в Московском драматическом театре имени Н. В. Гоголя.

### Роли в театре
- 1993—1997 гг. Московский театр «Современник». Спектакли «Анфиса», «Три сестры», «Кот домашний средней пушистости», «Виндзорские насмешницы» и др.

### Роли в кино
- 1983 — Человек из страны Грин — Тирей Давенант
- 1991 — Машенька — Лев Ганин
- 1992 — Три августовских дня (США)— Михаил
- 1993 — История Марины. Миссис Ли Харви Освальд (США)
- 1995 — Петербургские тайны — Лихарев
- 2001 — Искушение Дирка Богарта — молодой Богарт

### Режиссёрские работы в театре
- 2004 год — режиссёр-постановщик спектакля «Малые супружеские преступления» (Шмитт, Эрик-Эммануэль) в Театр имени Андрея Миронова (Санкт-Петербург). Спектакль — номинант театральной премии «Золотой софит».
- 2006 год — режиссёр-постановщик и музыкальное оформление спектакля «Гупёшка» (Сигарев, Василий Владимирович) в Российском академическом молодёжном театре (РАМТ) (Москва).
- 2007 год — режиссёр-постановщик, автор инсценировки и музыкальное оформление спектакля «Мелкий бес» (Фёдор Сологуб) в Театре им. Вахтангова (Москва).
- 2008 год — режиссёр-постановщик и автор инсценировки спектакля «Крейцерова соната» (Лев Толстой) в МХТ им. Чехова (Москва). (Михаил Пореченков — лауреат премии О. Табакова за лучшую главную роль)
- 2010 год — режиссёр-постановщик и автор инсценировки спектакля «Дуэль» (Антон Чехов) в МХТ им. Чехова (Москва) Золотой диплом Международного театрального форума «Золотой Витязь» «За лучшую режиссёрскую работу и инсценировку прозы А.Чехова»
- 2010 год — режиссёр-постановщик и музыкальное оформление спектакля «Соглядатай» (Морис Панич) в Российском академическом молодёжном театре (РАМТ) (Москва).
- 2011 год — режиссёр-постановщик драматическо-музыкального спектакля по письмам А. В. Суворова «Я шаг за шагом возвращаюсь...» в Эрмитажный театр (Санкт-Петербург)
- 2012 год — режиссёр-постановщик, автор пьесы по мотивам повести и музыкальное оформление «Драма на охоте» (Антон Чехов) Московский театр «Et Cetera» (Москва).
- 2012 год — режиссёр-постановщик и музыкальное оформление спектакля «Священные чудовища» (Почти все о любви) (Жан Кокто) в Государственный Академический Малый театр (Москва).
- 2013 год — режиссёр-постановщик и автор инсценировки спектакля «Село Степанчиково и его обитатели» (Достоевский, Фёдор Михайлович) в Государственный Академический Малый театр театр (Москва). (Василий Бочкарев — лауреат премий за лучшую роль (Фомы Опискина) — «Звезда Театрала» — 2014 и Международного театрального фестиваля им. Н. П. Акимова «Виват, Комедия!» — 2015)
- 2017 год — режиссёр-постановщик и музыкальное оформление спектакля «Король Лир» (Шекспир, Уильям) в Государственный Академический Малый театр (Москва). Номинант премии «Звезда Театрала».
- 2017 год — режиссёр-постановщик, автор пьесы по мотивам повести и музыкальное оформление спектакля «Воительница» (Лесков, Николай Семенович) в Театр имени Андрея Миронова (Санкт-Петербург). Несколько номинаций театральной премии «Золотой софит».
- 2018 год — режиссёр-постановщик и музыкальное оформление спектакля «Макбет» (Шекспир, Уильям) в Театр на Малой Бронной (Москва). Спектакль — номинант на лучшую мужскую роль (Даниил Страхов) и победитель в категории «Лучший спектакль. Большая форма» премии «Звезда Театрала».
- 2020 год — режиссёр-постановщик и музыкальное оформление спектакля «Игроки» (Гоголь, Николай Васильевич) в Театр имени Андрея Миронова (Санкт-Петербург). Номинация премии «Звезда Театрала».
- 2020 год — режиссёр-постановщик спектакля «Лес» (Островский, Александр Николаевич) в Московский академический театр Сатиры (Москва). Несколько номинаций премии «Звезда Театрала». Максим Аверин — лауреат премии «Звезда Театрала» за лучшую роль (Несчастливцев). Антон Яковлев — Премия города Москвы в области литературы и искусства 2021 в номинации «Театральное искусство» за постановку спектаклей «Макбет» и «Лес».
- 2021 год — режиссёр-постановщик спектакля «Игроки» (Гоголя) в рамках режиссёрской лаборатории в Академии кинематографического и театрального искусства Н. С. Михалкова (Москва).
- 2022 год — режиссёр-постановщик спектакля «Последний поезд». (Сценическая версия С.Плотова по мотивам пьесы Вины Дельмар «Дорогу завтрашнему дню») в Московский государственный театр «Ленком Марка Захарова» (Москва).
- 2023 год — режиссёр-постановщик спектакля «Сон в летнюю ночь» (Шекспир, Уильям) в Московском драматическом театре имени Н. В. Гоголя (Москва). Ежегодная театральная премия «МК» — Лучший спектакль малой формы 2023.
- 2023 — режиссёр-постановщик и автор инсценировки спектакля «Гроза. Искушение» по мотивам пьесы «Гроза» (Островский, Александр Николаевич) в Московском драматическом театре имени Н. В. Гоголя (Москва). Ежегодная театральная премия «МК» 2023 — Лучшая женская роль — Любовь Константинова (Катерина). Несколько номинаций премии «Звезда Театрала».
- 2023 — режиссёр-постановщик, музыкальное оформление и автор сценической версии спектакля «Игроки. Иллюзия» по мотивам пьесы «Игроки» (Гоголь, Николай Васильевич) в Московском драматическом театре имени Н. В. Гоголя (Москва). Номинация премии «Звезда Театрала».
- 2024 — режиссёр-постановщик и автор сценической версии спектакля «Гамлет» в Московский государственный театр «Ленком Марка Захарова» (Москва). Антон Шагин - лауреат премии "Хрустальная Турандот" 2025 за лучшую мужскую роль.
- 2025 — режиссёр-постановщик, музыкальное оформление и автор сценической версии спектакля «Преступление и наказание» (Достоевский, Фёдор Михайлович) по мотивам романа в Московском драматическом театре имени Н. В. Гоголя (Москва). Андрей Финягин - лауреат Московской премии театральных блогеров за роль Свидригайлова.
- 2025 — режиссёр-постановщик спектакля-концерта к 100 летнему юбилею Московского драматического театра имени Н. В. Гоголя (Москва)  "Век на сцене.Перезагрузка".

### Режиссёрские и сценарные работы в кино
- 1999 год — режиссёр и сценарист «Чужая игра», Польша-Россия (мастер-класс Кшиштофа Занусси)
- 2001 год — режиссёр и сценарист «Поздний визит», ВКСР
- 2003 год — режиссёр и сценарист «Казалось бы…», Студия «Зеркало».

### Ведущий телевизионных и радио передач
- 1997 год — Радио «ART». Автор и ведущий программы о кино.
- 1999 год — Культура (телеканал). Ведущий передачи «Кинопанорама»

## Награды
- Благодарность Президента Российской Федерации (26 июня 2025 года) — за заслуги в области культуры и многолетнюю плодотворную деятельность[7]